# Timothée Joly
Timothée Joly, est un chanteur, et auteur-compositeur-interprète français, né à Paris le 14 novembre 1995.

## Biographie

### Jeunesse et études
C'est après avoir raté la période de réinscription dans son BTS que Timothée Joly décide de se consacrer davantage à la musique. Il intègre alors une formation qui lui permet ensuite de tout faire en autonomie, jusqu'au mixage et au mastering.

### Carrière
En novembre 2018, il se rapproche de Because Editions, avec qui il sortira 3 ans plus tard son troisième EP, PLASTIQUE (Europe).

## Discographie

### E.P.
- ECG (Deluxe Version) [iTunes + CDQ] [marchenawakenromance.fr].zip (2017)
- INTERNATIONAL : 1 + 138 (2018)
- PLASTIQUE (Europe) (Because Music, 2021)[4]
- ULTRAMONDIALE AMERTUME (Because Music, 2022)
- Les Reflets Argentés (Because Music, 2024)

### Singles
- Laisse Briller (Les Etoiles) (Because Records, 2021)